# آیه مباهله
آیه مباهله، آیه ۶۱ سوره آل عمران که پیرامون مناظره‌ای بین محمّد پیامبر اسلام و مسیحیان نجران است. مباهله به معنای نفرین دو طرف برای خروج طرف مقابل از سرپرستی خداوند و مستوجب عقاب و عذاب واقع شدن است. آیه مباهله در ارتباط با آیات پیشین بوده و خطاب به محمد، از گفتگو و احتجاج مسیحیان با او خبر می‌دهد.
طبق نظر اکثر تاریخ‌نویسان شیعه و سنی، آیه مباهله در سال نهم یا دهم هجری، یک روز قبل از رویداد مباهله، در بیست و چهارم ذی‌حجه و در مدینه بیان شده‌است. محل نزول آیه مباهله غیر از مکان تعیین شده برای مباهله ذکر شده و رویداد مباهله در جایی خارج از مدینه و در نزدیکی احد بوده‌است. طباطبایی، به نقل از تفسیر قمی، گزارش می‌کند که جمعی از اهالی نجران برای گفتگو با محمد به مسجدالنبی در مدینه آمدند و پس از گفتگویی با محمد در خصوص عیسی، با پیشنهاد محمد در خصوص انجام مباهله موافقت کردند. در طی همین گفتگو، آیه ۶۱ آل‌عمران بیان شد. فردای آن روز محمد و خانواده‌اش (علی، فاطمه، حسن و حسین) به مکان از پیش تعیین شده آمدند، از آن‌طرف، گروه مسیحیان نجران به همراه عده‌ای کثیر از ناظرین و شاهدین به محل مباهله حاضر شدند. قبل از اینکه محمد دست به دعا بردارد و مباهله را شروع کند مسیحیان از انجام مباهله منصرف شدند؛ چرا که اسقف اعظم از قبل گفته بود که اگر محمد به همراه خانواده‌اش برای مباهله حاضر شد از انجام مباهله سر باز زنند. در نهایت عهدنامه‌ای بین محمد و مسیحیان نجران توسط علی بن ابی‌طالب نوشته شد که طی مفاد این عهدنامه، مسلمانان و مسیحیان متعهد به انجام اعمالی شدند.
از میان مفسران سنی مذهب، فخر رازی در تفسیر کبیر، حاکم نیشابوری در المستدرک، ابن تیمیه در منهاج السنة و بسیاری دیگر از علمای اهل‌سنت و تمامی علمای شیعه، اتفاق نظر دارند که در آیه مباهله، مراد از «أَنْفُسَنَا»، علی بن ابی‌طالب، مراد از «أَبْنَاءَنَا»، حسن و حسین و مراد از «نِسَاءَنَا» فاطمه، دختر محمد است. مفسرین بسیاری معتقدند که این آیه در شأن و فضیلت همراهان محمد در مباهله که همان «اصحاب کسا» هستند، می‌باشد. در مقاطع مختلف تاریخی، همراهان محمد در رویداد مباهله با استناد به حضورشان در این رویداد، برتری خود را نسبت به مخالفانشان بیان می‌کردند.
به باور بقاعی، مفسر سنی مذهب، آوردن فرزندان در مباهله به جهت عزیز بودن آنها و آوردن زنان به جهت اهمیت آنان است به گونه‌ای که اولین چیزی که مورد دفاع فرد قرار می‌گیرد، زنان او می‌باشد. طباطبایی، مفسر شیعه، در خصوص تفسیر بخش انتهایی آیه می‌آورد: دروغگویان با «الف و لام» ذکر شده‌است که این الف و لام عهد است. بر این اساس، منظور از دروغگویان در این آیه، کسانی هستند که در رویداد مباهله دخالت داشته‌اند و شامل تمام دروغگویان نمی‌باشد.
این آیه از منظر شیعه مهم‌ترین آیه در اثبات جایگاه ویژه اهل‌بیت به خصوص علی می‌باشد. اهل سنت نیز رویکردهای دیگری نسبت به آیه دارند که این تفاوت دیدگاه از دلایل دیگر اهمیت این آیه است. منابع سنی بر این باورند که حضور محمّد در این رخداد، در درجه اول نشانگر اعتماد او به پروردگارش می‌باشد؛ چرا که دو طرف در مباهله، فراتر از برد و باخت، اعتبار و شخصیت خود را در معرض کرامت و فضاحت می‌گذارند. اهل سنت در مقابل باورهای شیعی در خصوص این آیه، جواب‌هایی داده‌اند و متکلمان شیعه در برابر مناقشات کلامی عامه کوشیده‌اند تا از دستاوردهای معنایی امامیّه از آیه مباهله با شیوه‌های منطقی دفاع نمایند.

## نامگذاری
آیه ۶۱ سوره آل‌عمران را به جهت اشاره به ماجرای مباهله مسیحیان نجران با پیامبر اسلام، آیه مباهله نامیده‌اند. مباهله به معنای نفرین دو طرف برای خروج طرف مقابل از سرپرستی خداوند و مستوجب عقاب واقع شدنش است. این عمل برای آن صورت می‌گیرد که طرف ناحق، مشخص گردد.به گزارش بانو امین «نبتهل» به معنای دعا به همراه تضرع است.

## محتوا و ساختار

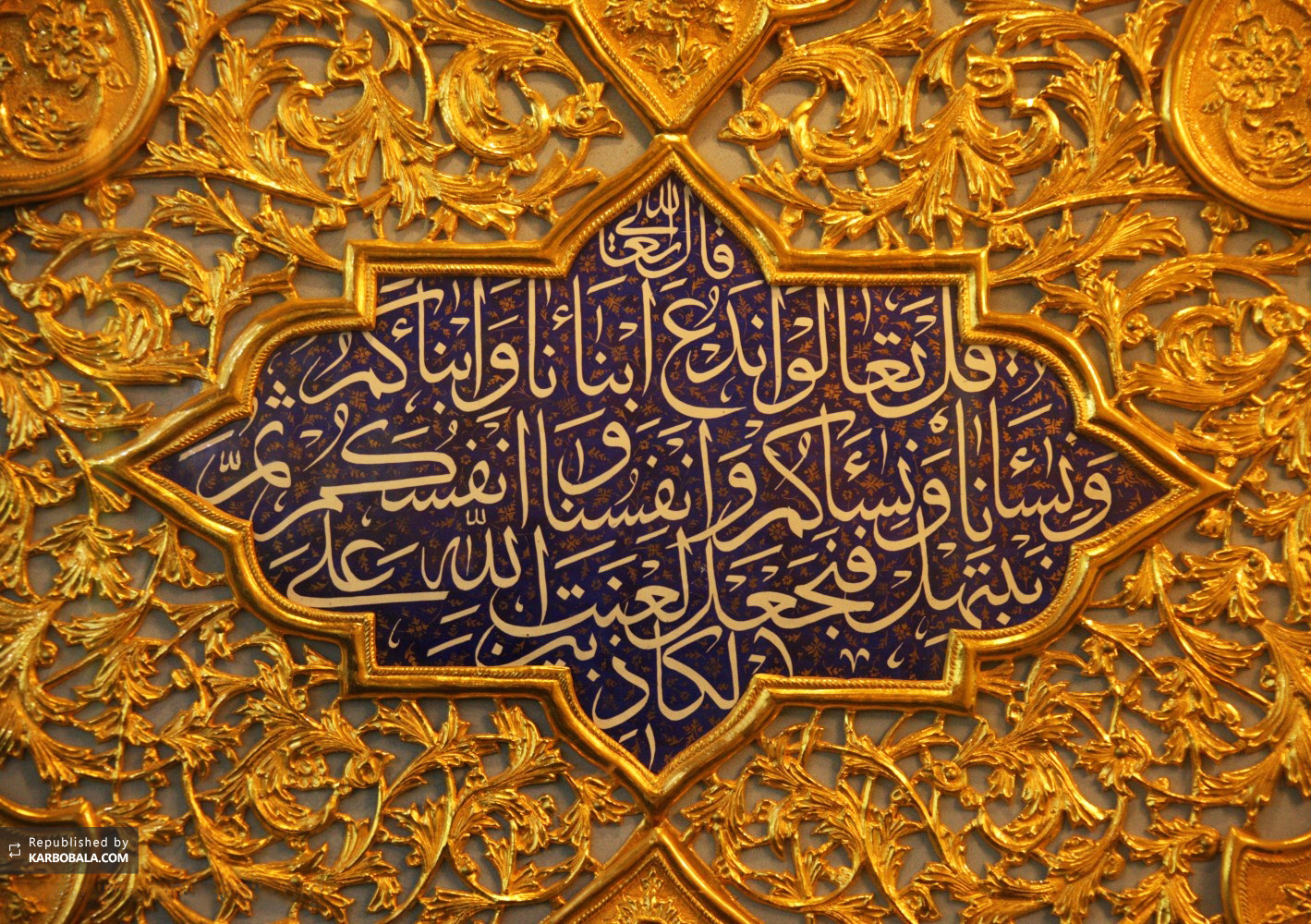
متن آیه مباهله در کتیبه‌ای منصوب در حرم امام حسین

### متن و ترجمه
متن آیه مباهله به همراه ترجمه آن بنابر گزارش تفسیر المیزان، از قرار ذیل است:
فَمَنْ حَاجَّکَ فِیهِ مِنْ بَعْدِ مَا جَاءَکَ مِنَ الْعِلْمِ فَقُلْ تَعَالَوْا نَدْعُ أَبْنَاءَنَا وَأَبْنَاءَکُمْ وَنِسَاءَنَا وَنِسَاءَکُمْ وَأَنْفُسَنَا وَأَنْفُسَکُمْ ثُمَّ نَبْتَهِلْ فَنَجْعَلْ لَعْنَتَ اللَّهِ عَلَی الْکَاذِبِینَ
ترجمه:پس هر کس با تو [دربارهٔ بندگی و رسالت] عیسی مجادله کرد بعد از علمی که از مطلب یافتی، به ایشان بگو بیایید؛ ما پسران خود و شما پسران خود را، ما زنان خود و شما زنان خود را، ما جان‌های خود و شما جان‌های خود را بخوانیم و سپس مباهله کنیم و دوری از رحمت خدا را برای دروغگویان درخواست کنیم.
آیه مباهله در ارتباط با آیات پیشین از آن آمده و خطاب به محمد، از گفتگو و احتجاج مسیحیان با او خبر می‌دهد. در این آیه به محمد دستور داده می‌شود در صورتی که مسیحیان، استدلال و گفته‌هایش در خصوص عیسی را نپذیرفتند، با آنها اعلام محاجّه و مباهله کند به گونه‌ای که هر طرف، عزیزان خود را از میان زنان، فرزندان و خودشان بیاورد و هر یک یکدیگر را مورد لعن قرار دهند تا دروغگو از میان دو گروه، مورد نفرین الهی قرار بگیرد.

## شأن و مکان نزول

### مکان و زمان نزول آیه
طبق نظر اکثر تاریخ‌نویسان شیعه و سنی، آیه مباهله در سال نهم یا دهم هجری، یک روز قبل از رویداد مباهله – یعنی بیست و چهارم ذی‌حجه – و در مدینه نازل شده‌است. با این وجود، محل نزول آیه مباهله غیر از مکان تعیین شده برای مباهله است؛ رویداد مباهله در جایی خارج از مدینه و در نزدیکی احد بوده‌است. انتخاب این مکان به جهت فضای باز آن برای حضور حداکثری ناظران این واقعه بوده‌است.

### شأن نزول
به گزارش مکارم شیرازی، مفسر شیعه، آیه ۶۱ سوره آل‌عمران است که پیرامون مناظره و مباهله‌ای بین محمد و مسیحیان نجران نازل شده‌است. از میان مفسران سنی مذهب، فخر رازی در تفسیر کبیر، حاکم نیشابوری در المستدرک، ابن تیمیه در منهاج السنة و بسیاری دیگر از علمای اهل‌سنت و تمامی علمای شیعه، اتفاق نظر دارند که در آیه مباهله، مراد از «أَنْفُسَنَا»، علی بن ابی‌طالب، مراد از «أَبْنَاءَنَا»، حسن و حسین و مراد از «نِسَاءَنَا» فاطمه دختر محمد است. جارالله زمخشری در تفسیر کشاف، مسلم نیشابوری در صحیح مسلم، سیوطی در الدر المنثور و ابن کثیر در تفسیر القرآن العظیم از دانشمندان و مفسران بزرگ اهل سنت و از میان مفسران شیعه، محمد حسین طباطبایی در تفسیرالمیزان و مکارم شیرازی در تفسیر نمونه و سایر مفسرین شیعه معتقدند که این آیه در شأن و فضیلت همراهان محمد در مباهله (علی، فاطمه و حسنین) که همان «اصحاب کسا» هستند، می‌باشد. همچنین بیضاوی، مفسر شافعی بر این باور است که، این حادثه و روایت دلیلی بر نبوّت پیامبر اسلام و دلیلی بر برتری و فضیلت اهل بیت اوست. در مقاطع مختلف تاریخی، همراهان محمد در این رویداد با استناد به حضورشان در این رویداد، برتری خود را نسبت به مخالفانشان بیان می‌کردند. در این خصوص نه تنها علی و حسن، بلکه سایر امامان شیعه نیز با اشاره به این رویداد، به فضیلت خاندان خویش استناد کرده‌اند. لویی ماسینیون، الهی‌دان فرانسوی در کتاب مباهله در مدینه؛ گفتگوی سعد بن ابی‌وقاص را با معاویة بن ابی‌سفیان گزارش می‌کند که بر اساس آن، بعد از دستور معاویه در خصوص سب و لعن علی بن ابی‌طالب بر منبرها، سعد به این تصمیم اعتراض کرد. در این گفتگو سعد به شأن نزول آیه مباهله استناد می‌کند و او را یکی از پنج نفری گزارش می‌کند که در جریان مباهله حضور داشته‌است.
طباطبایی، به نقل از تفسیر قمی، گزارش می‌کند که جمعی از اهالی نجران برای گفتگو با محمد به مسجدالنبی در مدینه آمدند و پس از گفتگویی با محمد در خصوص عیسی، با پیشنهاد محمد در خصوص انجام مباهله موافقت کردند. در طی همین گفتگو، آیه ۶۱ آل‌عمران نازل شد.
ابن تیمیه، مفسر و متکلم سنی در منهاج السنة بر این باور است که همراهی کردن «علی، فاطمه، حسن و حسین» با محمد در رویداد مباهله، حدیثی صحیح است که مسلم آن را از سعد ابی وقاص روایت کرده‌است؛ ابن تیمیه اما این همراهی را به جهت قرابت و خویشاوندی آنان با محمد دانسته‌است. به باور محمد رشید رضا، از مفسران سلفی مسلک، در صورت صحت ادعای ابن تیمیه، شایسته بود تا محمد، عموی خویش عباس را به جای علی با خود همراه می‌ساخت. محمد رشید همچنین از قول محمد عبده آورده‌است که او روایات مباهله را جعلی و ساخته شیعیان دانسته‌است. به گزارش علی میلانی، نظریه محمد عبده با کثرت روایات موجود در منابع سنی در تناقض است؛ دیگر نقدی که میلانی بر ادعای عبده وارد می‌داند مشخص نبودن مفهوم عبارت «شیعیان» در نظریه اوست که بین شیعیان علی و شیعیان عثمان، مبهم مطرح شده‌است. با این وجود، منابع بسیاری از میان منابع سنی، ماجرای مباهله را گزارش کرده‌اند؛ دانشمندانی که این گزارش را نقل کرده‌اند عبارتند از: احمد بن حنبل، مسلم نیشابوری، فخر رازی، شهاب‌الدین آلوسی، طنطاوی، ابوالفضل رشید الدین میبدی، شوکانی، ابن حجر هیتمی، جلال‌الدین سیوطی، شمس‌الدین ذهبی، ابن کثیر، ابن حجر عسقلانی، قندوزی حنفی، و حسن المنصوری.

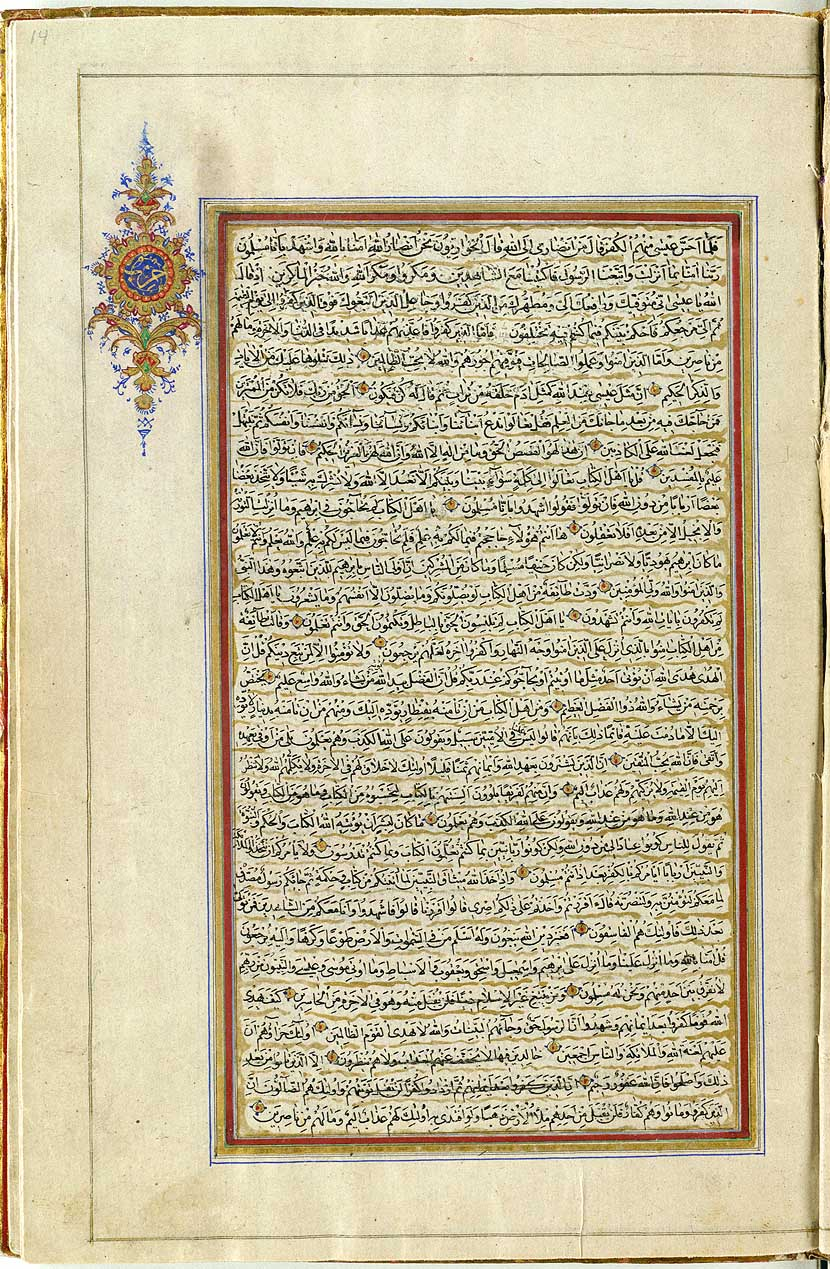
آیه مباهله در قرآنی مربوط به سال ۱۸۷۴ میلادی

### ماجرای مباهله
نجران در آن دوران یکی از پایگاه‌های بزرگ مسیحیت و دارای کلیساهای مهّم و فراوان بود و حاکمیّت مسیحی مستقلی داشت که بسیاری از مناطق مسیحی‌نشین اطراف، تحت سیطره آن بودند. همچنین از نظر تجاری به جهت وجود کارخانه‌های پارچه‌بافی و مزارع کشاورزی، منطقه‌ای پر رونق بود. پیامبر اسلام در سال نهم و به نقلی ششم پس از هجرت، نامه‌ای به «اُسقُف نجران» نوشت و طی آن سران کلیسا را به دین اسلام دعوت کرد. در این نامه تأکید شده بود تا در صورت عدم پذیرش اسلام، مسیحیان ملزم به پرداخت جزیه هستند. نمایندگان محمد، نامه را به اُسقف مسیحیان نجران رساندند. اسقف پس از مطالعه نامه، شورایی مرکب از شخصیت‌های مذهبی و غیرمذهبی تشکیل داد که وارد مدینه شوند و از نزدیک با پیامبر اسلام دیدار کنند و دلایل نبوت ایشان را مورد بررسی قرار دهند.

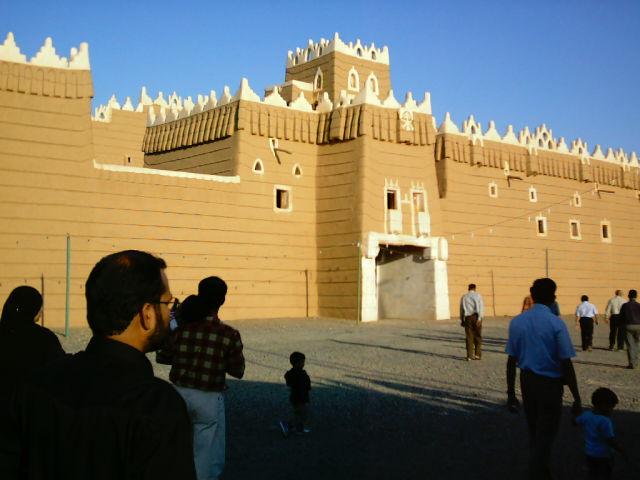
بناهای قدیمی باقی مانده از نجران، عربستان سعودی

به گزارش مکارم شیرازی، مفسر شیعه، هیئت مسیحیان نجران متشکل از ۴۰ تا ۷۰ نفر به مدینه وارد شدند. این نمایندگان پس از دیدار با پیامبر اسلام، با او به مباحثه و تبادل نظرات و افکار پرداختند و در موضوع‌های مسیح، مریم و خدا به گفتگو نشستند. در نهایت هیئت اعزامی خطاب به محمد گفتند که استدلال‌های او در خصوص عدم الوهیت مسیح، برای آنان قانع کننده نبوده‌است. به گزارش طباطبایی، مفسر شیعه، در این هنگام بود که آیه مباهله نازل شد و بر اساس آن محمد ملزم شد تا با مسیحیان نجران، به مباهله برخیزد. نمایندگان نجران با محمد در خصوص انجام مباهله به توافق رسیدند و قرار بر آن شد تا فردای آن روز نجرانیان و اهالی مدینه در نقطه‌ای خارج از مدینه و نجران، جمع شده و مراسم مباهله را انجام دهند. به گزارش منابع اسلامی، پس از اطلاع اُسقف مسیحیان نجران در خصوص تصمیم هیئت اعزامی، به آنان گوشزد کرد که اگر محمّد با فرزندان و خانواده‌اش برای مباهله آمد، از مباهله با او امتناع کنید و اگر با یارانش به مراسم آمد، با او مباهله نمایید. پیامبر اسلام در روز موعود، به همراه «علی بن ابی‌طالب، حسن و حسین و فاطمه» به سمت مکان مقرر شده به راه افتاد. بنابر آنچه در فرهنگ‌نامه علوم قرآنی گزارش شده‌است، با مواجه مسیحیان با صحنه حضور نزدیکان و اقوام محمد در ماجرای مباهله، از ادامه این روند سرباز زدند و به پرداخت جزیه رضایت دادند. زمخشری، مفسر سنی، در تفسیر کشاف و مکارم شیرازی در تفسیر نمونه، علّت خودداری از مباهله توسط نجرانیان را جلوگیری از شکست مسیحیت در مقابل اسلام دانسته‌اند. به گزارش منابع شیعه و سنی، پس از این واقعه، علی بن ابی‌طالب از جانب مسلمانان با نجرانیان پیمان‌نامه‌ای را منعقد کرد که در دو نسخه و با مفاد ذیل تدوین شد:
- تمامی اموال نجرانیان در اختیار خودشان باقی خواهد ماند و آنان تنها موظف به پرداخت قسمتی از درآمد خود شامل «دو هزار عبای دوخته شده» در دو نوبت از سال – هزار عبا در محرم و هزار عبا در رجب – شدند.
- تمامی سرزمین نجران و جان، مال و دارایی‌های اهالی آن در امان محمد است.
- کلیساهای نجران همچنان باقی می‌ماند، هیچ صلیبی شکسته نمی‌شود و هیچ اُسقُفی از مقام خویش عزل نمی‌گردد.
- مسیحیان در انجام مراسم‌ها و مناسک دینی خود آزادند و مسلمانان متعهد هستند تا ایشان را به اجبار از دینشان بازنگردانند.
- نجرانیان موظفند تا در صورت وقوع جنگ بین مسلمانان با اهالی یمن، سی زره، سی شتر، سی اسب و سی نیزه را به مسلمانان قرض دهند.

## تفسیر
بنابر گزارش ماسینیون، الهی‌دان فرانسوی، مباهله کردن در میان انسان‌ها از دیرباز مرسوم بوده‌است و معمولاً برای اثبات حقیقت و تأکید بر آن صورت می‌گرفت. قوم سام که از تمدن بابل ریشه می‌گیرد، از سوگند پاکدامنی برای آشکار کردن حق بودن یا نبودن استفاده می‌کردند. سوگند پاکدامنی بدین گونه است که فرد متهم، کلماتی را علیه خود بر زبان می‌آورد و آنها را شرط می‌کند تا اگر خلاف واقع و حقیقت سخنی را بگوید، خدا او را به آن‌ها دچار نماید. این نوع سوگند را مباهله گویند. در جوامع یهودی، مباهله به شکل فنی و اصطلاح خاص آن انجام نمی‌شد، بر این اساس، صِرف اینکه افراد از احکام و دستورهای خدا بترسند و به عدم قدرت انسان‌ها برای گریختن از عدالت الهی باور داشته‌باشند، مباهله گفته می‌شود. اما در جامعه اسلامی اصطلاح مباهله به نفرینی گفته می‌شود که بین دو نفر یا گروه اتفاق می‌افتد و همراه با عبارات خاصی انجام می‌پذیرد. مباهله اصطلاحی در فرهنگ اسلامی در جامعه عرب پیش از اسلام و حتی نزول آیه مباهله، مرسوم نبوده‌است و به همین جهت منابع اسلامی این واقعه تاریخی را یکی از دلایل بر صدق گفتار پیامبر اسلام می‌دانند.

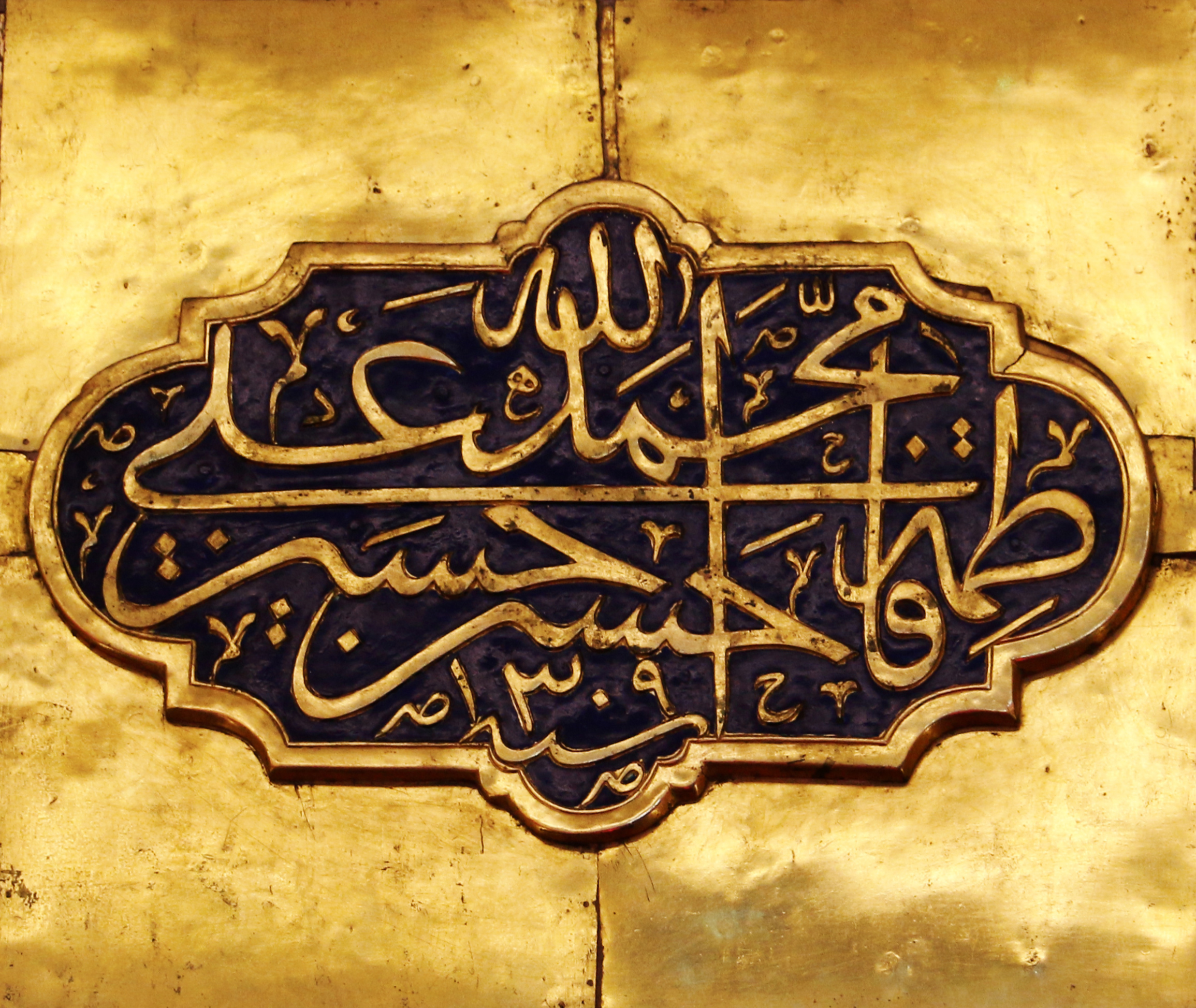
نام پنج تن آل عبا، حکاکی شده بر روی کتیبه‌ای از جنس طلا، کربلا، حرم حضرت عباس

علامه طباطبایی مفسر شیعه در تفسیر المیزان در مورد آیه مباهله آورده‌است که «نبتهل»، فعل مضارع از ماده مباهله است که به معنای ملاعنه است. مباهله بر وزن «مفاعَله» به معنای انجام دادن کاری به صورت دو طرفه است. حروف اصلی آن از ریشه «بهل» است و به معنای «رها کردن و ترک گفتن» می‌باشد؛ این لغت به معنای «لعنت و نفرین» نیز به کار می‌رود چرا که لعنت همچون مباهله، سبب جدا شدن انسان از رحمت الهی است. به گزارش لسان العرب و الفروق، یکی از تفاوت‌های بین واژه «مباهله» و «لعن»، تأکید بیشتری است که در واژه مباهله وجود دارد. طباطبایی معنای دیگر مباهله را محاجه گزارش می‌کند. ابن عاشور مفسر سنی مذهب در التحریر و التنویر، معنای مباهله را دعا به لعن و نفرین می‌داند.
طباطبایی در تشریح رفتار محمد در خصوص آوردن فرزندان خود برای رویداد مباهله با مسیحیان معتقد است که این اقدام برای اطمینان آورتر شدن احتجاج صورت گرفته‌است. او توضیح می‌دهد؛ هنگامی که شخصی زن و بچه خود را با وجود علاقه‌ای که به آنها دارد، در معرض نفرین طرف مقابل قرار می‌دهد، نشانه‌ای بر صدق ادعا و اطمینان و باور به حقانیت خویش است. فخر رازی، مفسر سنی مذهب، در پاسخ به این سؤال که چرا محمد، فرزندان نابالغ خود، یعنی حسن و حسین را برای این امر برگزیده در حالی که عذاب بر غیر بالغین نازل نمی‌شود، معتقد است که محمد آنان رابه جهت شفقت و محبتی که به آنان داشته‌است با خود همراه کرد و قصد داشت تا با این همراهی، اعتقاد راسخ خود به حقانیتش را به دیگران ثابت نماید. او همچنین می‌نویسد که مرگ نابالغ‌ها در عذاب الهی نه به جهت عقاب و عذاب، بلکه به جهت رحمت الهی و رهایی آنان از سختیهای پس از آن بوده‌است.به باور بقاعی، مفسر سنی مذهب آوردن فرزندان در مباهله به جهت عزیز بودن آنها و آوردن زنان به جهت اهمیت آنان است به گونه ای که اولین چیزی که مورد دفاع فرد قرار می‌گیرد، زنان او می‌باشد. بقاعی می‌گوید دلیل جمع آمدن این عبارات نیز، قطع و یقین در حقانیت است به گونه ای که فرد حاضر است تمام فرزندان و زنان خویش را فدای مدعی خود کند.بر اساس گزارشی که طبری، ثعلبی و بیضاوی – از مفسران سنی – آن را نقل کرده‌اند، محمد به فاطمه، علی و حسنین می‌گوید که من هر چه دعا کردم شما آمین بگویید. در روایتی که در این تفاسیر آمده‌است، اسقف نجران پس از مشاهده خاندان محمد، به سایر نجرانیان گفت: «من صورت‌هایی را می‌بینم که اگر خداوند را برای کندن کوه از جای خود بخواهند، کوه‌ها از جای خود کنده می‌شوند. با آنها مباهله نکنید؛ زیرا هلاک می‌شوید و در روی زمین تا روز قیامت هیچ نصرانی باقی نمی‌ماند» به عقیده ابن عاشور، منظور از ابناءنا، جوانان یا کودکان از مسلمانان هستند و مقصود از نساءنا، همسران محمد هستند، همچنین مقصود از انفسنا جان‌های مسلمین است.
به گزارش زمخشری، مفسر سنی مذهب، در عبارت «فمن حاجک فیه»، ضمیر به عیسی بازمی‌گردد و مخاطب پیامبر اسلام است. وی می‌گوید محمد در روز مباهله، حسین را در آغوش و دست حسن را گرفته بود؛ در پشتش فاطمه و علی در پشت فاطمه در حرکت شدند. همچنین به گزارش بیضاوی، در عبارت «فمن حاجک فیه» ضمیر به عیسی بازمی‌گردد و خطاب به پیامبر اسلام است.
طباطبایی به نقل از ابن جریر گزارش می‌کند که پس از نزول آیه در رویداد مباهله محمد با مسیحیان نجران، فردای آنروز پیامبر اسلام دستور داد تا علی، فاطمه و حسنین را خبر نماید تا جمع شوند و از یهود دعوت کرد تا آنان نیز برای مباهله آماده شوند اما آنان از این اقدام سر باز زدند. طباطبایی بر طبق همین روایت معتقد است که آیه در مفهومی عام نازل شده‌است و تنها در خصوص مباهله با نجرانیان نازل نشده‌است؛ بر این اساس «فمن حاجک فیه» به کلمه حق برخواهد گشت و معنای جمله چنین خواهد بود: «پس هر کس که بر سر حق باتو بگو مگو کرد به او بگو…»
طباطبایی در پاسخ به سؤالی که گفته شده‌است، «أبناءَنا و نساءَنا» موجود در آیه به صیغه جمع به‌کار رفته‌اند و نمی‌تواند بر یک تن و دو تن تعلق گیرند؛ معتقد است که مقصود نهایی از این نفرین، هلاکت و از بین رفتن یکی از دو طرف با همه نفراتش اعم از بزرگ و کوچک، زن یا مرد و برای همیشه است. طباطبایی همچنین به کاربرد واژه جمع در قرآن برای نفرات واحد اشاره می‌کند و به عنوان مثال از آیه دوم سوره مجادله، آیه ۱۸۱ و ۱۷۳ سوره آل‌عمران و همین‌طور آیه ۲۱۹ سوره بقره یاد می‌کند. فخر رازی، گزارش می‌کند که پیامبر اسلام با یک عبای پشمی سیاه رنگ از منزل خارج شد، حسن آمد و آن را داخل عبای خود نمود و سپس حسین آمد او را نیز در زیر عبای خود قرار داد، سپس علی و فاطمه آمدند و در این لحظه محمد دست به دعا برداشت و از خدا پاکی اهل‌بیت خویش را طلب کرد. سید علی میلانی، مجتهد شیعی، روایتی را از علی بن موسی الرضا گزارش می‌کند که بر اساس آن، یکی از بزرگترین فضائل علی بن ابی‌طالب، مخاطب واقع شدن با عبارت «انفسنا» در آیه مباهله است. بر اساس این استدلال، چون محمد برترین مخلوق خدا محسوب می‌شود، پس علی که نفس او محسوب شده‌است، در فضیلت و مرتبه با محمد برابری دارد. طباطبایی در خصوص تفسیر بخش انتهایی آیه می‌آورد: دروغگویان با «الف و لام» ذکر شده‌است که این الف و لام عهد است. بر این اساس، منظور از دروغگویان در این آیه، کسانی هستند که در رویداد مباهله دخالت داشته‌اند و شامل تمام دروغگویان نمی‌باشد.
بنابر گزارش منابع شیعی، در بعضی روایات اهل سنت نام علی بن ابیطالب در ماجرای مباهله ذکر نشده که این روایات به دو مورد مناقشه قرار گرفته‌است؛ اول عدم ارائه سند برای گزارش مورد نظر در حالی که نام علی در روایات صحیحه‌ای که علمای اهل سنت در صحاح خود آورده‌اند ذکر شده‌است؛ دوم اینکه بر فرض صحت سند هرگاه در یکی از دو روایت هم مضمون کلمه‌ای باشد که در دیگری نباشد سیره عقلا احتمال از قلم افتادن آن را می‌دهد؛ زیرا در کتابت یا نقل روایت حذف کلمه معمولاً اتفاق می‌افتد ولی زیاد شدن کلمه به ندرت پیش می‌آید. با توجه به زیادی روایاتی که نام علی را ذکر کرده‌اند معلوم می‌شود که عدم ذکر نام او در برخی روایات به دلیل از قلم افتادن واژه است.

## دیدگاه‌های کلامی

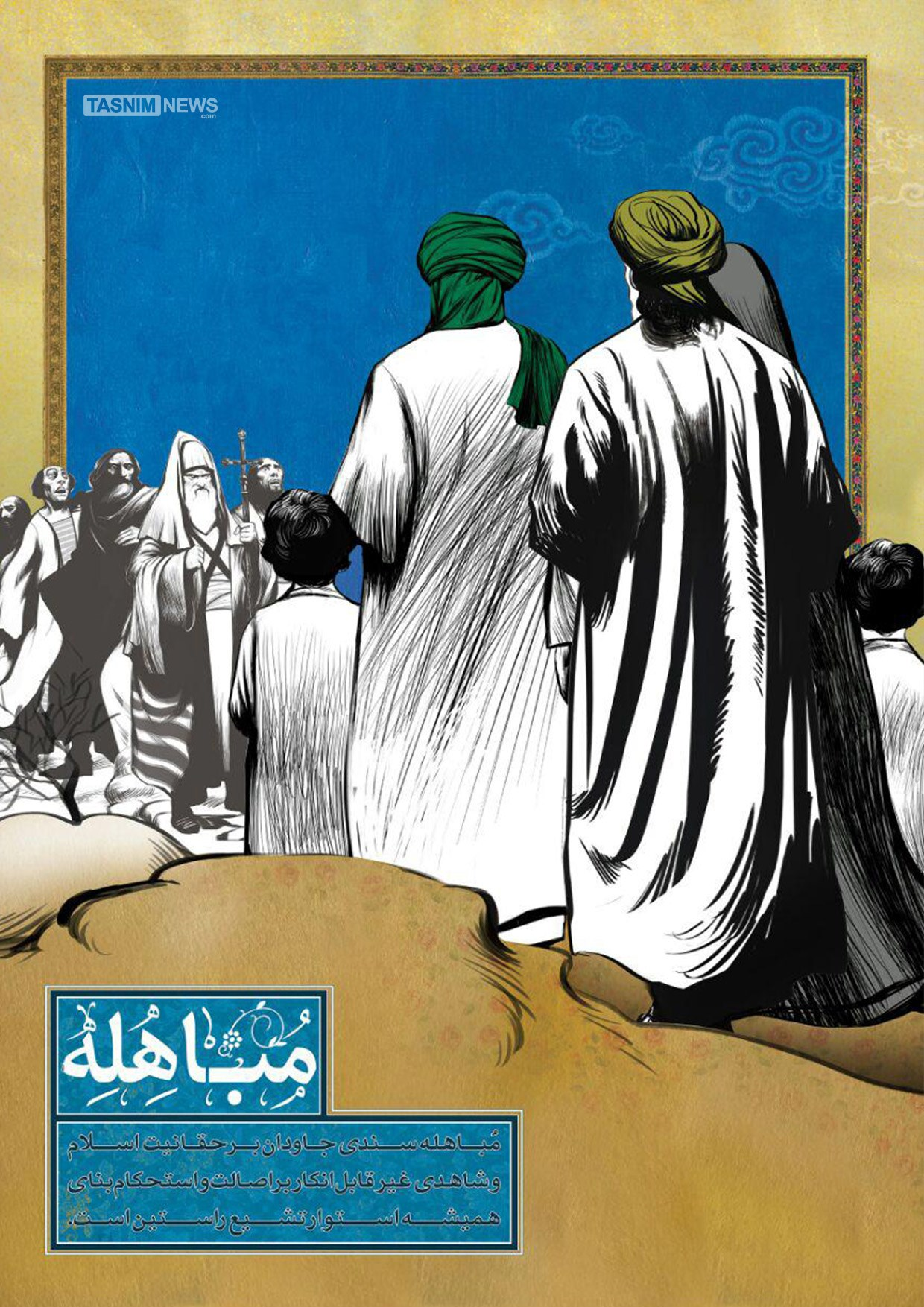
پوستری طراحی شده برای بزرگداشت روز مباهله

### شیعه
در منابع شیعی روایتی گزارش شده‌است که بر اساس آن، هارون از موسی کاظم در خصوص علت فرزند پیامبر خوانده شدن فرزندان علی سؤال کرد و موسی کاظم در پاسخ به او، به فرزند خوانده شدن عیسی بن مریم از نسل ابراهیم اشاره می‌کند و این در حالی است که نسل مادر عیسی به ابراهیم ختم می‌شود. در این خصوص در قرآن آمده‌است: «وَوَهَبْنَا لَهُ إِسْحَاقَ وَیَعْقُوبَ ۚ کُلًّا هَدَیْنَا ۚ وَنُوحًا هَدَیْنَا مِنْ قَبْلُ ۖ وَمِنْ ذُرِّیَّتِهِ دَاوُودَ وَسُلَیْمَانَ وَأَیُّوبَ وَیُوسُفَ وَمُوسَیٰ وَهَارُونَ ۚ وَکَذٰلِکَ نَجْزِی الْمُحْسِنِینَ؛ وَزَکَرِیَّا وَیَحْیَیٰ وَعِیسَیٰ وَإِلْیَاسَ ۖ کُلٌّ مِنَ الصَّالِحِینَ» ترجمه: ما به ابراهیم، اسحاق و یعقوب را عطا کردیم و همه را به راه راست بداشتیم و نوح را پیش از ابراهیم و فرزندانش داود و سلیمان و ایوب و یوسف و موسی و هارون را هدایت نمودیم و این چنین نیکوکاران را پاداش می‌دهیم؛ و زکریا و یحیی و عیسی و الیاس را [نیز که از نسل اویند، هدایت نمودیم] همه از شایستگان بودند. پس از آن موسی کاظم به ماجرای مباهله اشاره می‌کند و در آن به عبارت «تَعَالَوْا نَدْعُ أَبْنَاءَنَا وَأَبْنَاءَکُمْ …» می‌پردازد و تأکید می‌کند که در آن روز جز حسنین کسی از ذریه محمد در آنجا نبود. متکلمان شیعه، رجوع به آیه مباهله را یکی از مستندات روشن برای اعتقادات بنیادین خود یافته‌اند؛ آنان بر این باورند که عبارت «انفسنا» به معنای جان پیامبر اسلام، بر علی بن ابی‌طالب اطلاق می‌شود و بر همین اساس نتایجی قابل استنباط می‌باشد: شیخ صدوق، راوی شیعه، روایتی در خصال آورده‌است که علی بن ابیطالب با ابوبکر در امر خلافت به آیه مباهله احتجاج کرده‌است و با سوگند از او پرسیده:پیامبر در مباهله با مشرکان از نصارا با من و خانواده و فرزندان من حضور یافتند یا با تو و خانواده و فرزندان تو؟ ابوبکر گفت با شما؛ شیخ طوسی، دیگر مفسر شیعه نیز روایتی آورده که علی از حاضران شورا پرسید: آیا در میان شما کسی جز من هست که خدا دربارهٔ او و همسر و فرزندانش آیه مباهله را نازل کرده و او را نفس رسول خدا قرار داده باشد؟ همه گفتند نه.
- برتری علی بر سایر یاران محمد و فرشتگان؛ چرا که محمد بر فرشتگان و یارانش فضیلت دارد و با وجود همانندی علی و محمد، این امتیاز برای علی نیز صادق است.
- برتری علی بر سایر پیامبران؛ بر اساس آیه مباهله، میان متکلمین شیعه در خصوص برتری دادن علی بر پیامبران اولوالعزم یا استثناء شدن آنان اختلافاتی وجود دارد که منجر به سکوت جمعی از متکلمین شیعه در این‌باره شده‌است.
- امامت علی؛ که در منابع شیعه، آیه مباهله از جمله دلایل مهم در خصوص این موضوع، به‌شمار رفته‌است.
- عصمت؛ و بر اساس آیه، علی در امتیاز عصمت با محمد برابرند.

متکلمان شیعه در برابر مناقشات کلامی عامه کوشیده‌اند تا از دستاوردهای معنایی امامیّه از آیه مباهله با شیوه‌های منطقی دفاع نمایند.

#### اهل سنت
منابع سنی بر این باورند که حضور محمّد در این رخداد، در درجه اول نشانگر اعتماد او به پروردگارش می‌باشد؛ چرا که دو طرف در مباهله، فراتر از برد و باخت، اعتبار و شخصیت خود را در معرض کرامت و فضاحت می‌گذارند. در خصوص ردّ ادله شیعه، منابع سنی استدلال‌هایی را مطرح کرده‌اند که برخی از آنها عبارتند از:
- نفی افضلیت علی (قرابت)؛ تعدادی از اندیشمندان سنی بر این باورند که دلیل حضور خویشاوندان محمد در این رویداد، غرابت نسبی با محمد است و این موضوع دلیلی بر افضلیت نمی‌باشد.[۱۰۰][۱۰۲][۱۰۱]
- عدم حضور علی در رویداد مباهله؛ با وجود گزارش اجماع قابل قبولی دربارهٔ حضور اهل‌بیت پیامبر اعم از علی در رخداد مباهله وجود دارد، اما عبدالجبار معتزلی مدعی است که در میان اساتیدش، برخی حضور علی را در رویداد مباهله، گزارش نکرده‌اند.[۱۰۱]
- مراد از انفسنا، محمد است؛ در منابع سنی مذهب، این احتمال مطرح شده‌است که منظور از انفسنا در آیه، شخص محمد بوده‌است.[۱۰۳]

## تجزیه و ترکیب
| شماره آیه | متن آیه | تجزیه و ترکیب |
| ۶۱        | فَمَنْ حَاجَّکَ فِیهِ مِنْ بَعْدِ مَا جَاءَکَ مِنَ الْعِلْمِ فَقُلْ تَعَالَوْا نَدْعُ أَبْنَاءَنَا وَأَبْنَاءَکُمْ وَنِسَاءَنَا وَنِسَاءَکُمْ وَأَنْفُسَنَا وَأَنْفُسَکُمْ ثُمَّ نَبْتَهِلْ فَنَجْعَلْ لَعْنَتَ اللَّهِ عَلَی الْکَاذِبِینَ | فَ، عطف؛ مَن، اسم شرط، مبتدا؛ حَاجَّ، مفرد مذکر غایب، ماضی باب مفاعله؛ هُ، فاعل؛ کَ، مفعول؛ فیهِ، جارو مجرور؛ حاجَکَ فیه، فعل شرط؛ مِن بَعدِ، جارومجرور؛ ما، موصول مشترک، مضاف علیه؛ جاءَکَ، فعل ماضی، مفرد مذکر غایب، فاعلش ضمیر مستتر؛ کَ، مفعول؛ مِنَ العِلم، جارو مجرور؛ قُل، فعل امر، مفرد مذکر مخاطب؛ تَعالَوا، جمع مذکر مخاطب، امر باب تفاعل از عَلَوَ؛ نَدعُ، متکلم مع الغیر از دَعَوَ؛ اَبناء، جمع مکسر ابن، معطوف؛ نا، ضمیر متصل متکلم مع الغیر، مضاف‌الیه؛ فَقُلْ تَعَالَوْا نَدْعُ أَبْنَاءَنَا، جواب طلب؛ وَ، عطف؛ کُم، ضمیر متصل، جمع مذکر مخاطب؛ نساءنا، جمع مرأة، معطوف؛ وَ، عطف؛ نساءکم، جمع مرأة، معطوف، ضمیر متصل کم، جمع مونث مخاطب؛ أَنْفُسَ، جمع نَفس؛ ثُمَّ، عطف با تراخی؛ نَبْتَهِلْ، متکلم مع الغیر، مضارع، باب افتعال ازبَهَلَ، عطف بر ندعُ مجزوم به ساکن؛ نَجْعَلْ، متکلم مع الغیر، مضارع ازجعل، عطف بر نَبتَهِل، فاعل، نَحنُ مستتر؛ لَعْنَت، مفعولُ به؛ الله، مضاف الیه؛ عَلَی الْکَاذِبِینَ، جارو مجرور. |